# コンラート2世 (バイエルン公)
コンラート2世（ドイツ語: Konrad II., Herzog von Bayern, 1052年9月/10月 - 1055年4月10日）は、バイエルン公（在位：1054年 - 1055年）。神聖ローマ皇帝ハインリヒ3世とアグネス・フォン・ポワトゥーの次男。兄のハインリヒ4世に次いでバイエルン公になったが、翌年に死去した。ハインリヒ4世は後にコンラート2世の遺骸をハルツブルクに移した。